# اینگلفینگل
شهر اینگلفینگلدر ایالت بادن-وورتمبرگ در کشور آلمان واقع شده‌است.